# Martin Dreher
Martin Norberto Dreher (Montenegro, 10 de novembro de 1945) é um pastor luterano, teólogo, historiador, tradutor e professor brasileiro.

## Biografia
Descendente de imigrantes alemães, é filho da enfermeira Julia Maria Jung e do relojoeiro Walter Carlos Dreher, nascendo em 10 de novembro de 1945 em Montenegro. Fez seus primeiros estudos na Escola Sinodal Progresso e no Ginásio São João Batista. Em São Leopoldo estudou no Instituto Pré-Teológico, e cursou Teologia na Faculdade de Teologia da Igreja Evangélica de Confissão Luterana no Brasil, formando-se em 1970. Doutorou-se em História da Igreja pela Universidade de Munique em 1975.
De 1978 a 1994 foi professor de História da Igreja e História do Dogma na Faculdade de Teologia, da qual foi reitor, e de 1995 a 2011 lecionou no programa de pós-graduação em História da Universidade do Vale do Rio dos Sinos. Foi pastor em diversas paróquias da IECLB. Foi o criador do Núcleo de Estudos Teuto-Brasileiros na Unisinos. Tem grande obra publicada, é conferencista, organizou diversos congressos e seminários, e é membro de diversas sociedades científicas, entre elas a Comissão de Estudos da Igreja na América Latina, o Instituto Histórico de São Leopoldo e a Comissão Interluterana de Literatura, responsável pela edição das obras de Lutero em português.

## Obra
Publicou mais de 50 livros, diversos deles com mais de uma edição, e muitos artigos em veículos especializados. É autor de referência em vários campos de pesquisa, especialmente história da Reforma Protestante no século XVI, história e pensamento protestante, história da igreja na América Latina, e imigração alemã no Brasil. Foi colaborador das enciclopédias Religion in Geschichte und Gegenwart, Religion Past and Present, Germany and the Americas: Culture, Politics, and History e The Cambridge Dictionary of Christianity. Traduziu várias fontes alemãs antigas e modernas para o português.
Entre suas obras se destacam:
- A tese Kirche und Deutschtum in der Entwicklung der Evangelischen Kirche Lutherischen Bekenntnisses in Brasilien (1978), com duas edições brasileiras sob o título Igreja e Germanidade: Estudo crítico da história da Igreja Evangélica de Confissão Luterana no Brasil
- Imigração Alemã no Rio Grande do Sul – Recortes
- Hermann Gottlieb Dohms – Textos Escolhidos
- Degredados de Mecklenburg-Schwerin e os Primórdios da Imigração Alemã no Brasil
- Wilhelm Rotermund, Seu Tempo – Suas Obras
- 190 Anos de Imigração Alemã no Rio Grande do Sul: Esquecimentos e Lembranças
- De Luder a Lutero. Uma biografia

Segundo Notger Slenczka, Dreher merece destaque entre os teólogos latino-americanos por oferecer novas luzes sobre as relações do pensamento de Lutero com a teologia da libertação. Roberto Pich destacou suas obras A Igreja Latino-Americana no Contexto Mundial e História do Povo de Jesus: uma leitura latino-americana como importantes contribuições sobre a história da Igreja, apresentando as contradições da expansão do Cristianismo no Novo Mundo.

## Distinções
Foi homenageado na 26ª Feira do Livro de São Leopoldo em 2011 e escolhido patrono na 29ª edição em 2014. Recebeu o Prêmio Distinção Imigração Alemã em 2015, oferecido pela Federação dos Centros de Cultura Alemã no Brasil e pela Comissão das Comemorações da Imigração Alemã no Rio Grande do Sul. Foi escolhido patrono da 30ª Feira do Livro de Dois Irmãos em 2019.